# فيرنر جابلونسكي
فيرنر جابلونسكي (بالألمانية: Werner Jablonski)‏ هو لاعب كرة قدم ألماني في مركز الدفاع، ولد في 26 يونيو 1938. لعب مع نادي بوخوم.

## وصلات خارجية
- فيرنر جابلونسكي على موقع قاعدة بيانات كرة القدم.إي يو (الإنجليزية)
- فيرنر جابلونسكي على موقع بيانات كرة القدم. دي إي (الألمانية)